# Модель Фермі-газу
Модель Фермі-газу — одна з найпростіших одночастинкових моделей атомного ядра, в якій ядро розглядається як ідеальний Фермі-газ із нуклонів, що не взаємодіють між собою. 

## Засади
Об’єм нуклонного газу (V) дорівнює об’єму ядра, в межах якого потенціальна енергія вважається постійною. Поверхневі ефекти не враховуються. Тоді одночастинкові стани нейтронів та протонів описуються плоскими хвилями.
Теорію для такого газу стосовно ядра розробили Яків Френкель і Лев Ландау 1937 року.
Припущення, що одночастинкові хвильові функції мають вигляд плоских хвиль, справедливе лише для ядра з нескінченним радіусом. Але якщо не розглядати вплив ядерної поверхні, то це наближення можна застосувати й для ядра зі скінченним радіусом. При цьому необхідно враховувати, що в обмеженому просторі можливий лише дискретний набір значень імпульсу.
Модель можлива для використання у питаннях якісного пояснення ефекту симетрії насичення та поясненні властивостей пов'язаних з розподіленням імпульсів нуклонів.
Зокрема, модель якісно пояснює, чому легкі та середні стабільні ядра мають N=Z.
Її застосовують в астрофізиці для визначення умов рівноваги в нейтронних зорях.
Проте модель Фермі-газу неможливо застосувати для передбачення детальних властивостей низькоенергетичних станів ядер, які можливо спостерігати в процесах радіоактивних розпадів. 

## Розвиток моделі
Розвитком моделі Фермі-газу для важких ядер є статистична (термодинамічна) модель ядра, у якій збудження розглядається як нагрів фермі-газу нуклонів. Модель розробляли Френкель і Ландау в 1936—1937 рр.
За високої енергії збудження (6—7 МеВ) кількість рівнів у середніх і важких ядрах дуже велика, а відстань між рівнями мала. За таких умов встановити квантові характеристики кожного окремого рівня практично неможливо (і не доцільно). Запроваджується поняття густини рівнів, тобто, кількість рівнів із певними характеристиками, що припадає на одиничний інтервал енергії. Енергія збудження пов'язується з температурою ядра.